# HMCS Oakville (K178)
«Оуквілл» (англ. HMCS Oakville (K178) — військовий корабель, корвет типу «Флавер» Королівського військово-морського флоту Канади за часів Другої світової війни.
Корвет «Оуквілл» був закладений 21 грудня 1940 року на верфі компанії Western Dry Dock and Shipbuilding Company у Порт-Артурі. 21 червня 1941 року він був спущений на воду, а 18 листопада 1941 року увійшов до складу Королівських ВМС Канади.

## Історія служби
«Оуквілл» брав участь у бойових діях на морі в Другій світовій війні, бився в Північній Атлантиці, у Карибському морі, супроводжував конвої.
28 серпня 1942 року німецький підводний човен U-94 при спробі атакувати конвой TAW 15 біля Гаїті був виявлений союзним ескортом, котрий відразу влаштував полювання на ворожий ПЧ. Літак-амфібія PBY «Каталіна» атакував човен глибинними бомбами, за ним атаку продовжили канадські корвети «Галіфакс» і «Сноуберрі» і нарешті субмарину двічі протаранив «Оуквілл». Хал Лоуренс очолив абордажну групу з одинадцяти моряків «Оуквілла» для захоплення човна. Вони абордажем висадилися на німецьку субмарину і через бойову рубку вдерлися всередину човна. Тільки два канадці насправді пройшли через люк, і вступили в сутичку з німецьким екіпажем, вбивши двох, коли вони не здалися. Решта екіпажу підняла руки, не чинячи спротиву. Ледве захопивши судно, канадські моряки зрозуміли, що німці вже почали затоплювати човен, і він почав наповнюватися водою. Канадці залишили U-94, і він затонув разом з 19 членами екіпажу; «Оуквілл» врятував 26 матросів противника, у тому числі командира ПЧ оберлейтенанта-цур-зее Отто Ітеса.